# Campeonato Amazonense 2024
In 2024 werd het 108ste Campeonato Amazonense gespeeld voor voetbalclubs uit Braziliaanse staat Amazonas. De competitie werd georganiseerd door de FAF en werd gespeeld van 19 januari tot 14 april. Manaus werd kampioen.  

## Format
Het format wijzigde ten opzichte van de voorgaande jaren. Er werden twee toernooien gespeeld. De clubs werden over twee groepen van vijf verdeeld. In het eerste toernooi speelden de clubs van groep A tegen de clubs van groep B. De beste vier plaatsten zich voor de knock-outfase. In het tweede toernooi speelde de clubs tegen teams uit de eigen groep, opnieuw plaatsten de beste vier zich voor de knock-outfase. Beide toernooiwinnaars bekampten elkaar voor de algemene titel. 

## Eerste toernooi

### Eerste fase

#### Groep A
| Plaats | Club               | Wed. | W | G | V | Saldo | Ptn. |
| ------ | ------------------ | ---- | - | - | - | ----- | ---- |
| 1.     | Amazonas           | 5    | 2 | 2 | 1 | 8:4   | 8    |
| 2.     | Manaus             | 5    | 2 | 2 | 1 | 6:4   | 8    |
| 3.     | Nacional           | 5    | 1 | 4 | 0 | 5:4   | 7    |
| 4.     | Operário           | 5    | 1 | 1 | 3 | 5:7   | 4    |
| 5.     | Unidos do Alvorada | 5    | 0 | 1 | 4 | 1:11  | 1    |

|  | Geplaatst voor de tweede fase |

#### Groep B
| Plaats | Club                 | Wed. | W | G | V | Saldo | Ptn. |
| ------ | -------------------- | ---- | - | - | - | ----- | ---- |
| 1.     | Parintins            | 5    | 3 | 2 | 0 | 7:2   | 11   |
| 2.     | Manauara             | 5    | 3 | 1 | 1 | 10:4  | 10   |
| 3.     | São Raimundo         | 5    | 2 | 2 | 1 | 5:6   | 8    |
| 4.     | Princesa do Solimões | 5    | 1 | 3 | 1 | 6:6   | 6    |
| 5.     | Rio Negro            | 5    | 0 | 2 | 3 | 2:7   | 2    |

### Tweede fase
|  | kwartfinale          | kwartfinale  |           |       | halve finale | halve finale |  |  | finale | finale |
|  |                      |              |           |       |              |              |  |  |        |        |
|  |                      |              |           |       |              |              |  |  |        |        |
|  |                      |              |           |       |              |              |  |  |        |        |
|  |                      |              |           |       |              |              |  |  |        |        |
|  | Amazonas             | 4            |           |       |              |              |  |  |        |        |
|  | Amazonas             | 4            |           |       |              |              |  |  |        |        |
|  | Operário             | 0            |           |       |              |              |  |  |        |        |
|  | Operário             | 0            | Amazonas  | 2     |              |              |  |  |        |        |
|  |                      |              | Amazonas  | 2     |              |              |  |  |        |        |
|  |                      | Nacional     | 1         |       |              |              |  |  |        |        |
|  | Manaus               | Nacional     | 1         | 0     |              |              |  |  |        |        |
|  | Manaus               |              |           | 0     |              |              |  |  |        |        |
|  | Nacional             | 1            |           |       |              |              |  |  |        |        |
|  | Nacional             | 1            | Amazonas  | 2     |              |              |  |  |        |        |
|  |                      |              | Amazonas  | 2     |              |              |  |  |        |        |
|  |                      | São Raimundo | 0         |       |              |              |  |  |        |        |
|  | Parintins            | São Raimundo | 0         | 3     |              |              |  |  |        |        |
|  | Parintins            |              |           | 3     |              |              |  |  |        |        |
|  | Princesa do Solimões | 0            |           |       |              |              |  |  |        |        |
|  | Princesa do Solimões | 0            | Parintins | 0 (0) |              |              |  |  |        |        |
|  |                      |              | Parintins | 0 (0) |              |              |  |  |        |        |
|  |                      | São Raimundo | 0 (3)     |       |              |              |  |  |        |        |
|  | Manauara             | São Raimundo | 0 (3)     | 1     |              |              |  |  |        |        |
|  | Manauara             |              |           | 1     |              |              |  |  |        |        |
|  | São Raimundo         | 2            |           |       |              |              |  |  |        |        |
|  | São Raimundo         | 2            |           |       |              |              |  |  |        |        |

## Tweede toernooi

### Eerste fase

#### Groep A
| Plaats | Club               | Wed. | W | G | V | Saldo | Ptn. |
| ------ | ------------------ | ---- | - | - | - | ----- | ---- |
| 1.     | Manaus             | 4    | 3 | 1 | 0 | 10:2  | 10   |
| 2.     | Amazonas           | 4    | 2 | 1 | 1 | 6:4   | 7    |
| 3.     | Unidos do Alvorada | 4    | 1 | 1 | 2 | 4:5   | 4    |
| 4.     | Nacional           | 4    | 0 | 4 | 0 | 3:3   | 4    |
| 5.     | Operário           | 4    | 0 | 1 | 3 | 4:13  | 1    |

|  | Geplaatst voor de tweede fase |

#### Groep B
| Plaats | Club                 | Wed. | W | G | V | Saldo | Ptn. |
| ------ | -------------------- | ---- | - | - | - | ----- | ---- |
| 1.     | Manauara             | 4    | 2 | 2 | 0 | 10:1  | 8    |
| 2.     | Princesa do Solimões | 4    | 2 | 2 | 0 | 7:3   | 8    |
| 3.     | Parintins            | 4    | 2 | 1 | 1 | 10:2  | 7    |
| 4.     | São Raimundo         | 4    | 1 | 1 | 2 | 6:7   | 4    |
| 5.     | Rio Negro            | 4    | 0 | 0 | 4 | 3:23  | 0    |

### Tweede fase
|  | kwartfinale          | kwartfinale        |          |   | halve finale | halve finale |  |  | finale | finale |
|  |                      |                    |          |   |              |              |  |  |        |        |
|  |                      |                    |          |   |              |              |  |  |        |        |
|  |                      |                    |          |   |              |              |  |  |        |        |
|  |                      |                    |          |   |              |              |  |  |        |        |
|  | Manaus               | 5                  |          |   |              |              |  |  |        |        |
|  | Manaus               | 5                  |          |   |              |              |  |  |        |        |
|  | São Raimundo         | 0                  |          |   |              |              |  |  |        |        |
|  | São Raimundo         | 0                  | Manaus   | 4 |              |              |  |  |        |        |
|  |                      |                    | Manaus   | 4 |              |              |  |  |        |        |
|  |                      | Unidos do Alvorada | 0        |   |              |              |  |  |        |        |
|  | Princesa do Solimões | Unidos do Alvorada | 0        | 1 |              |              |  |  |        |        |
|  | Princesa do Solimões |                    |          | 1 |              |              |  |  |        |        |
|  | Unidos do Alvorada   | 4                  |          |   |              |              |  |  |        |        |
|  | Unidos do Alvorada   | 4                  | Manaus   | 1 |              |              |  |  |        |        |
|  |                      |                    | Manaus   | 1 |              |              |  |  |        |        |
|  |                      | Parintins          | 0        |   |              |              |  |  |        |        |
|  | Manauara             | Parintins          | 0        | 1 |              |              |  |  |        |        |
|  | Manauara             |                    |          | 1 |              |              |  |  |        |        |
|  | Nacional             | 0                  |          |   |              |              |  |  |        |        |
|  | Nacional             | 0                  | Manauara | 1 |              |              |  |  |        |        |
|  |                      |                    | Manauara | 1 |              |              |  |  |        |        |
|  |                      | Parintins          | 2        |   |              |              |  |  |        |        |
|  | Amazonas             | Parintins          | 2        | 1 |              |              |  |  |        |        |
|  | Amazonas             |                    |          | 1 |              |              |  |  |        |        |
|  | Parintins            | 3                  |          |   |              |              |  |  |        |        |
|  | Parintins            | 3                  |          |   |              |              |  |  |        |        |

## Finale
|                |                                                |       |                                   |                                                                                  |
| 14 april 18:00 | Manaus                                         | 1 – 1 | Amazonas                          | Estádio Roberto Simonsen, Manaus Scheidsrechter: Antônio Carlos Pequeno Frutuoso |
| 14 april 18:00 | Rafael Ibiapino 81'                            |       | 13' William Barbio                | Estádio Roberto Simonsen, Manaus Scheidsrechter: Antônio Carlos Pequeno Frutuoso |
| 14 april 18:00 | Strafschoppen                                  |       |                                   | Estádio Roberto Simonsen, Manaus Scheidsrechter: Antônio Carlos Pequeno Frutuoso |
| 14 april 18:00 | Renan Emerson Bombado Miliano Vinícius Leandro | 4-2   | Jô Fabiano Patric Alexis Alvarino | Estádio Roberto Simonsen, Manaus Scheidsrechter: Antônio Carlos Pequeno Frutuoso |

## Totaalstand
| Plaats | Club                 | Wed. | W | G | V | Saldo | Ptn. |
| ------ | -------------------- | ---- | - | - | - | ----- | ---- |
| 1.     | Manaus               | 9    | 5 | 3 | 1 | 16:6  | 18   |
| 2.     | Amazonas             | 9    | 4 | 3 | 2 | 14:8  | 15   |
| 3.     | Manauara             | 9    | 5 | 3 | 1 | 20:5  | 18   |
| 4.     | Parintins            | 9    | 5 | 3 | 1 | 17:4  | 18   |
| 5.     | Princesa do Solimões | 9    | 3 | 5 | 1 | 13:9  | 14   |
| 6.     | São Raimundo         | 9    | 3 | 3 | 3 | 11:13 | 12   |
| 7.     | Nacional             | 9    | 1 | 8 | 0 | 8:7   | 11   |
| 8.     | Operário             | 9    | 1 | 2 | 6 | 9:20  | 5    |
| 9.     | Unidos do Alvorada   | 9    | 1 | 2 | 6 | 5:16  | 5    |
| 10.    | Rio Negro            | 9    | 0 | 2 | 7 | 5:30  | 2    |

|  | Kampioen, geplaatst voor de Copa do Brasil 2025, Copa Verde 2025 en de Série D 2025 |
|  | Vicekampioen, geplaatst voor Copa do Brasil 2025 en de Copa Verde 2025              |
|  | Gekwalificeerd voor de Série D 2025                                                 |
|  | Degradatie                                                                          |

### Kampioen
| Campeonato Amazonense de 2024 |
| Amazonas                      |
| ----------------------------- |
| MANAUS Kampioen (6° titel)    |

1914 · 1915 · 1916 · 1917 · 1918 · 1919 · 1920 · 1921 · 1922 · 1923 · 1924 · 1925 · 1926 · 1927 · 1928 · 1929 · 1930 · 1931 · 1932 · 1933 · 1934 · 1935 · 1936 · 1937 · 1938 · 1939 · 1940 · 1941 · 1942 · 1943 · 1944 · 1945 · 1946 · 1947 · 1948 · 1949 · 1950 · 1951 · 1952 · 1953 · 1954 · 1955 · 1956 · 1957 · 1958 · 1959 · 1960 · 1961 · 1962 · 1963 · 1964 · 1965 · 1966 · 1967 · 1968 · 1969 · 1970 · 1971 · 1972 · 1973 · 1974 · 1975 · 1976 · 1977 · 1978 · 1979 · 1980 · 1981 · 1982 · 1983 · 1984 · 1985 · 1986 · 1987 · 1988 · 1989 · 1990 · 1991 · 1992 · 1993 · 1994 · 1995 · 1996 · 1997 · 1998 · 1999 · 2000 · 2001 · 2002 · 2003 · 2004 · 2005 · 2006 · 2007 · 2008 · 2009 · 2010 · 2011 · 2012 · 2013 · 2014 · 2015 · 2016 · 2017 · 2018 · 2019 · 2020 · 2021 · 2022 · 2023 · 2024